# Östergötlands runinskrifter 199
Östergötlands runinskrifter 199 är en vikingatida runsten i Sya i Mjölby kommun. Stenen står på en gräsmatta på södra sidan om länsväg 636 (gamla E4/Riksettan), ett stycke sydsydväst om Sya kyrkogård. Den har tidigare stått vid kyrkan. Stenen är 2,63 meter hög och av granit. Runslingan är omkring 22 cm bred. Inskriften, som har inslag av stungna runor, är delvis skadad, och delar av stenen saknas. Äldre läsningar supplerar dock en del av de förlorade textavsnitten.

## Translitterering
I translittererad form lyder inskriften på stenen:
[ylmstn : risti : stii] ... uftiR * gisl * (f)[aþur : sin r...]
Avsnitten inom hakparenteser anses idag oläsliga men är kända från äldre avbildningar.

## Översättning
Enligt Östergötlands runinskrifter lyder inskriften i översättning: "Holmsten reste [denna] sten efter Gisl, sin fader [god?]" (Verkets författare, Erik Brate, ansåg att runan efter sin var en k-runa och att det avbrutna ordet då sannolikt varit goðan (god)).